# Álmosd
Álmosd község Hajdú-Bihar vármegyében, a Nyíradonyi járásban.

## Fekvése
A vármegye keleti szélén helyezkedik el, közvetlenül a magyar-román államhatár mellett, a megyeszékhely Debrecentől 35 kilométerre kelet-délkeletre, Létavértestől 9 kilométerre északkeletre.
A szomszédos települések a határ magyar oldalán: észak felől Bagamér, északnyugat felől Újléta, nyugat felől pedig Kokad; csak kis híja van annak, hogy nem határos északnyugat vagy délnyugat felől még Létavértessel is. Határszéle kelet és dél felől mintegy 7 kilométer hosszban egybeesik az országhatárral, a legközelebbi település abban az irányban Székelyhíd (Săcueni).

### Megközelítése
Csak közúton közelíthető meg, a Vámospércs-Bagamér-Létavértes közti 4806-os úton. Déli határszélét érinti még a 4814-es út is, melynek határátkelőhelye is van Székelyhíd felé.

## Története
Régészeti leletek bizonyítják, hogy Álmosd és környéke már az őskortól lakott volt. A késő rézkori Baden-kultúra, a kortárs Coțofeni-kultúra, a középső bronzkori gyulavarsándi kultúra, a vaskori kelta kultúra (La Tène-kultúra) emlékei és szkíta, római császárkori szarmata és dák leletek, valamint Árpád-kori, középkori és kora újkori leleteket is előkerültek.
Első ismert írásos említése 1261-ből való (Almus). Neve az egykori Álmos (Almus) személynév d-képzős változata. Régen többféle változatban írták: Alumas, Almuz, Almus és Almos formában is. A település az álmosdi Chyre nemzetség ősi fészke és temetkezőhelye volt.
1261-ben V. István király Álmos fia Chyre részére már új adománylevelet adott a településre. Az Álmosdi Chyre család 1554-ig, a család kihaltáig birtokolta Álmosdot. A család kihalta után a falut Thay Ferencz királyi lovászmester kapta adományba. 1442-ben a Zoárdfiaknak is volt itt birtoka.
A település lakossága az 1530-as évek elején áttért a református hitre.
1554-ben adományként Dobó István tulajdonába került. 1604. október 15-én Álmosd határában arattak győzelmet Bocskai István hajdúi Basta császári tábornok serege fölött (álmosdi csata).
Az 1600-as évek után több birtokosa is volt: a Péchy, Bagossy, Csanády, Somodory, Kölcsey, Chermel, Gulácsy, Balku, Fényes, Szodoray, Miskolczy és Kazinczy család.
A nemesítéseknek köszönhetően a 18-19. században Álmosd kisnemesi településsé vált (lakóinak 15-20%-a nemesi származású). Az 1738-43 as pestisjárvány idején az itt élők egyharmada elpusztult. A település görögkatolikus vallású lakosainak román és rutén ősei a pestisjárvány után települtek be Álmosdra.
A 20. század elején a Fráter és a Bay, majd a Fekete családnak voltak itt birtokai.

## Közélete

### Polgármesterei
| Időszak   | Polgármester            | Párt        | Megjegyzés                           |
| --------- | ----------------------- | ----------- | ------------------------------------ |
| 1990–1994 | Farkas Pál              | független   |                                      |
| 1994–1998 | Farkas Pál              | független   |                                      |
| 1998–2002 | Farkas Pál              | független   |                                      |
| 2002–2006 | Farkas Pál              | független   |                                      |
| 2006–2010 | Farkas Pál              | független   |                                      |
| 2010–2014 | Köteles István          | független   |                                      |
| 2014–2018 | Köteles István          | Fidesz-KDNP | Hivatalától megfosztva: méltatlanság |
| 2018–2019 | Tóth Sándor             | független   | Időközi választás 2018. január 28.   |
| 2019–2024 | Tóth Sándor             | független   |                                      |
| 2024–     | Dr. Baranya Zsolt János | független   |                                      |

## Népesség
A település népességének alakulása:
| Lakosok száma | 1672 | 1663 | 1653 | 1672 | 1615 | 1602 | 1610 |
|               | 2013 | 2014 | 2015 | 2021 | 2022 | 2023 | 2024 |

### Népcsoportok
2001-ben a település lakosságának 99%-a magyar, 1%-a cigány nemzetiségűnek vallotta magát.
2022-ben a lakosság 92,6%-a vallotta magát magyarnak, 5,4% cigánynak, 0,7% románnak, 0,3% németnek, 0,1-0,1% horvátnak, örménynek, bolgárnak és ukránnak, 1% egyéb, nem hazai nemzetiségűnek (7,4% nem nyilatkozott; a kettős identitások miatt a végösszeg nagyobb lehet 100%-nál). Vallásuk szerint 48,6% volt református, 4,5% római katolikus, 11,1% görög katolikus, 0,6% egyéb keresztény, 0,2% egyéb katolikus, 0,1% ortodox, 10,3% felekezeten kívüli (24,5% nem válaszolt).

## Nevezetességei
- Kölcsey Ferenc Emlékház a Kölcsey Ferenc utca 11. sz alatt.. Születése után egy ideig Álmosdon élt, majd tanulmányait befejezve 1812–1815 között itt élt és dolgozott Kölcsey Ferenc. A településen lévő családi birtokon később is gyakran megjelent.
- Mucsi Mihály Kovácsműhely. Kiállítás az egykori műhely berendezésével, szerszámaival, termékeivel. A kiállítás a Rákóczi Ferenc utca 2. szám alatt található.
- Református templom a 13–14. századból, többször átépítve
- Dobó-fal, erődfal jellegű téglafal a református templom előtt
- Görögkatolikus templom: 1850-ben épült.
- Lelkészlak: barokk stílusú a 18. századból
- Emlékmű az álmosdi csata színhelyén
- Post-Mail-Art Múzeum a Kölcsey Ferenc utca 26. szám alatt
- Névtelen hajdú szobra az Arany János utca sarkán
- I. világháborús emlékmű a templomkertben
- II. világháborús emlékmű a Bőgőnél, a mai buszfordulónál
- Joseph Kádár Gyűjtemény és Falumúzeum, a Fő utca 7. szám alatt
- Millenniumi Emléktábla a Dobó-falon
- Miskolczy-kúria és arborétum, a Táncsics utca 22. szám alatt.

## Híres emberek
- Itt született 1753. november 14-én Péchy Imre jogász, Bihar vármegye alispánja, országgyűlési követ, alnádor, hétszemélynök, a Tiszántúli Református Egyházkerület főgondnoka (1801-1839), a Magyar Királyi Szent István-rend kiskeresztes kitüntetettje. Meghalt 1841. április 20-án.
- Itt született 1755-ben Péchy Mihály építész, a debreceni Református Nagytemplom tervezője.
- Itt született 1895. augusztus 13-án Barta István olimpiai bajnok vízilabdázó.
- Itt született 1940. június 9-én Kapcsa János festő.

## Képgaléria

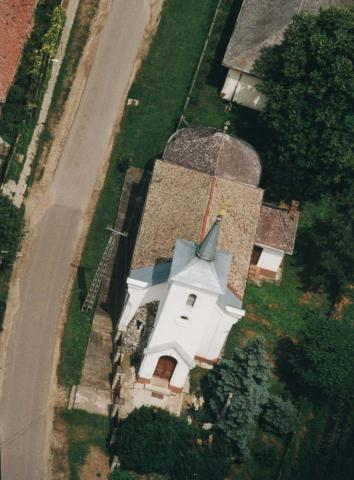
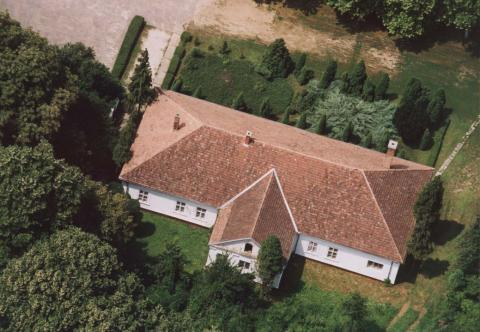
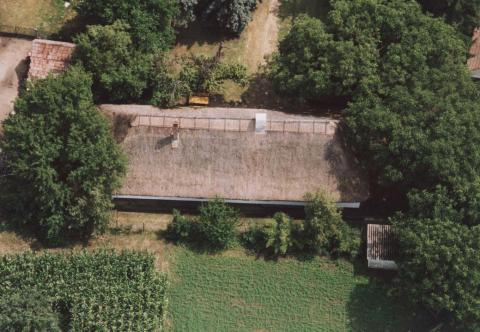